# Carlo Sodi
Carlo Sodi (Roma, 1715 - París, 1788) fou un compositor italià.
El 1749 es dirigí a París i aconseguí un lloc en l'orquestra de la Comèdia Italiana, ensems que donava concerts de mandolina.
Va compondre les òperes següents:
- Les Mandolines (París, 1744);
- Les Vendangeurs (París, 1748);
- Les Batteurs en grange (París, 1752);
- Le Jardin des fées (París, 1744);
- Balocco et Serpilla (París, 1753);
- Lea Amusements champêtres (París, 1753);
- Le Bal (París, 1754);
- Le Charlatan (París, 1756);
- L'Amour vainqueur de la magie (París, 1759);
- La Cocagne, ou Les Jours gras de Naples (París, 1759);
- La Femme orgeuilleuse (París, 1759);
- Les Troqueurs dupés (París, 1760);
- Le Bouquet i La Noce no se sap si es van arribar a representar.